# Mujhse Dosti Karoge!

Mujhse Dosti Karoge! est un film indien réalisé par Kunal Kohli et produit par Yash Chopra et Aditya Chopra, sorti en Inde en 2002. Il s'agit d'un triangle amoureux qui réunit Hrithik Roshan, Rani Mukerji et Kareena Kapoor.

## Synopsis
C'est l'histoire de trois amis d'enfance, Raj, Pooja et Tina. Raj déménage avec sa famille pour aller habiter et étudier à Londres, laissant derrière lui ses deux meilleures amies. Avant de partir, il promet à Tina de lui écrire des courriels par l'intermédiaire de Pooja étant donné que Tina n'a pas d'ordinateur. Après avoir lu quelques courriels de Raj, Tina se lasse et oublie même son existence, tandis que Pooja ne cesse de lui écrire en signant Tina. Quinze ans plus tard, lorsque Pooja apprend le retour de Raj, elle se sent piégée et demande à Tina de prétendre lui avoir écrit durant toutes ces années. Malgré l'accueil réservé de Tina et son comportement fantasque et inattendu, Raj est amoureux d'elle. Bien qu'indifférente à Raj, Tina est séduite par son physique et sa gentillesse et en tombe peu à peu amoureuse. Le père de Raj promet au père de Tina, son ami, que leurs deux enfants se marieront. Mais les choses changent quand Raj découvre la vérité au sujet de Pooja : il se rend alors compte que c'est elle qui n'a jamais cessé de penser à lui, combien ils se connaissent bien et partagent les mêmes goûts et les mêmes souvenirs, combien c'est Pooja qu'il aime et non Tina. Ils vivent alors à Londres, où Pooja a décidé d'étudier, des moments de pur bonheur et décident d'annoncer leurs fiançailles à leurs deux familles. Les choses se corsent à leur retour, quand ils découvrent que le père de Tina est mort en laissant celle-ci orpheline. Pooja convainc Raj, le cœur déchiré, de taire la vérité et d'épouser Tina, afin que sa meilleure amie soit heureuse...
Clin d'œil:
Le scénario emprunte la trame du quiproquo épistolaire initial (modernisé) au film Aah (1953) avec Raj Kapoor et Nargis, ainsi que plusieurs ingrédients de l'intrigue: l'ami qui vient compléter le triangle en carré parfait...,la référence étant soulignée par la reprise de la très belle (et trop courte) chanson "Raja ki aayegi baarat".

## Distribution
- Hrithik Roshan : Raj Khanna
- Rani Mukerji : Pooja Sahani
- Kareena Kapoor : Tina Kapoor
- Satish Shah : Mr. Sahani
- Uday Chopra : Rohan Verma
- Kiran Kumar : Mr. Khanna
- Sachin Khedekar : Mr. Kapoor
- Smita Jaykar : Mrs. Khanna
- Himani Shivpuri : Mrs. Sahani
- Maya Alagh : Mrs. Verma
- Parikshat Sahni : Mr. Verma

## Musique
- Le film comporte 6 scènes musicales :

Andekhi Anjaani Si : Lata Mangeshkar, Udit Narayan
Jaane Dil Mein : Lata Mangeshkar, Sonu Nigam
Saanwali Si Ek Ladki : Udit Narayan
Oh My Darling : Sonu Nigam, Alisha Chinoy
Mujhse Dosti Karoge! Alka Yagnik, Asha Bhosle et Udit Narayan
The Medley : Lata Mangeshkar,Udit Narayan, Sonu Nigam et Pamela Chopra
- « The Medley » est un mixte de chansons anciennes extraites des films dont 18 extraits :

1. Badi Bahen (1948): Mere Dil Mein Aaj Kya Hai 
2. Bobby (1973):Na Maango Sona Chandi 
3. Bobby (1973): Jhoot Bole kauva kate
4. Chor Machaye Shor (1974): Dilwale Dulhania le Jayenge
5. Prem Rog (1982): Yeh galiyan ye
6. Hum Kisi Se Kam Nahin (1977): Bachna ae Hasseno
7. Kal Aaj Aur Kal (1971): Aap Yahan Aaye Kis liye
8. Gadar (2001): Main Nikla gaddi leke
9. Badi Bahen (1949): Chup Chup Khade Ho
10. Aah (1953): Raja ki Aayegi Baraat
11. Brahmachaari (1968): Aaj Kal Tere Mere Pyar Ke 
12. Mr. Natwarlal (1979): Pardesia
13. Naya Daur (1957): Uden Jab jab Zulphen Teri
14. Kaho Naa... Pyaar Hai (2000): Kaho Naa Pyar Hai
15. Dil Apna Aur Preet Parai (1960): Ajeeb Dastaan Hai
16. Andaaz (1971): Zindagi ek safar
17. Kuch Kuch Hota Hai (1998) : Kuch Kuch Hota Hai
18. Dilwale Dulhania Le Jayenge (1995): Mehndi Laga Ke rakna

(fr) Traduction des chansons sur Fantastikasia